# Černá listina (seriál)
Černá listina (v anglickém originále The Blacklist) je americký kriminální dramatický televizní seriál, který měl na stanici NBC premiéru 23. září 2013. V hlavní roli se představuje James Spader, kterému sekundují Megan Boone a Harry Lennix. Bývalý vládní agent Raymond Reddington byl desítky let považován za nepolapitelného a justice se jej snažila dopadnout po celém světě. Nyní se nečekaně sám přichází vzdát FBI s tím, že jim pod jednou podmínkou bude pomáhat s dopadením těch nejhorších individuí co se pohybují v kriminálním podsvětí. Jeho podmínkou je to, že bude spolupracovat pouze s mladou agentkou Elizabeth "Liz" Keenovou.
Pilotní epizodu napsal Jon Bokenkamp, režie se ujal Joe Carnahan. 4. října 2013 stanice NBC oznámila objednávku dalších 9 epizod, které tak počet dílů první sezóny zvýší na standardních 22. 3. prosince 2013 pak stanice oznámila fakt, že pro velký úspěch obnovila seriál i pro druhou sezónu o 22 epizodách, která se dočkala premiéry na podzim 2014. Stanice objednala v březnu roku 2019 sedmou řadu, která měla premiéru dne 4. října 2019.
Seriál byl přijat kritiky velmi dobře, sledovanost pravidelně atakuje nejvyšší příčky. Jako vynikající je také hodnocen výkon Jamese Spadera v hlavní roli Raymonda Reddingtona.

## Hlavní postavy
- James Spader jako Raymond „Red“ Reddington
- Megan Boone jako agentka Elizabeth „Liz“ Keen (1.–8. řada)
- Diego Klattenhoff jako agent Donald Ressler
- Ryan Eggold jako Tom Keen (1.–5. řada)
- Parminder Nagra jako Meera Malik (1. řada)
- Harry Lennix jako Harold Cooper
- Amir Arison jako Aram Mojtabai (hlavní 2. řada–dosud; vedlejší 1. řada)
- Mozhan Marnò jako Samar Navabi (2. řada–dosud)
- Hisham Tawfiq jako Dembe Zuma (hlavní 3. řada–dosud; vedlejší 1.–2. řada)

## Vysílání
| Řada | Díly          | Premiéra v USA     | Premiéra v USA  | Premiéra v ČR      | Premiéra v ČR      |
| Řada | Díly          | První díl          | Poslední díl    | První díl          | Poslední díl       |
| ---- | ------------- | ------------------ | --------------- | ------------------ | ------------------ |
| 1    | 22            | 23. září 2013      | 12. května 2014 | 12. ledna 2015     | 24. března 2015    |
| 2    | 22            | 22. září 2014      | 14. května 2015 | 23. listopadu 2015 | 22. února 2016     |
| 3    | 23            | 1. října 2015      | 19. května 2016 | 28. července 2016  | 19. září 2016      |
| 4    | 22            | 22. září 2016      | 18. května 2017 | 31. října 2017     | 21. listopadu 2017 |
| 5    | 22            | 27. září 2017      | 16. května 2018 | bude oznámeno      | bude oznámeno      |
| 6    | 22            | 3. ledna 2019      | 17. května 2019 | bude oznámeno      | bude oznámeno      |
| 7    | 19            | 4. října 2019      | 15. května 2020 | bude oznámeno      | bude oznámeno      |
| 8    | 22            | 13. listopadu 2020 | 23. června 2021 | bude oznámeno      | bude oznámeno      |
| 9    | bude oznámeno | 21. října 2021     | bude oznámeno   | bude oznámeno      | bude oznámeno      |

V období od 23. září 2013 od 12. května 2014 odvysílala televize první řadu seriálu čítající 22 dílů. Od podzimu 2014 byla vysílána druhá řada a od podzimu 2015 třetí série o 23 dílech. Čtvrtá řada běžela od podzimu 2016. Stanice NBC v květnu 2017 také oficiálně objednala další, pátou řadu.